# Peter Strauss

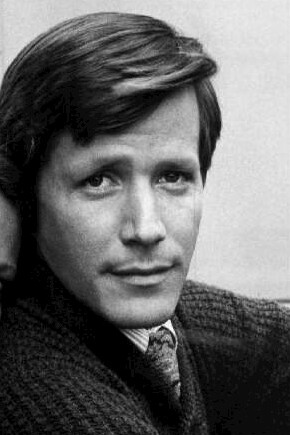
Peter Strauss, 1976

Peter Strauss (20 de fevereiro de 1947) é um ator norte-americano.
É mais lembrado por seus papéis na televisão americana nos anos 1970s, como na minissérie Masada e Homem rico Homem Pobre.
Nesta última série desempenha o papel de homem rico e contracena com Nick Nolte, o homem pobre.
Estrelou o filme Quando é Preciso ser Homem, dirigido por Ralph Nelson em 1970, e co-estrelado por Candice Bergen, Donald Pleasence, John Anderson,
Jorge Rieno e Dana Elcar.
Conhecido como um dos candidatos ao papel de Han Solo em Guerra nas Estrelas (1977), perdeu-o para Harrison Ford. Em 1983, estrelou Spacehunter: Aventuras na Zona Proibida, do mesmo gênero. Em 1982, dublou o longa-metragem em desenho animado A Ratinha Valente, ao lado dos falecidos Elizabeth Hartman e Paul Shenar. Trabalhou em Flight of Black Angel.